# Maersk Line
Maersk Line és una empresa naviliera danesa i la filial operativa més gran de Maersk Group, un conglomerat empresarial danès. Va ser la companyia d'enviaments de contenidors més gran del món, tant per la mida de la flota com per la capacitat de càrrega durant més de 25 anys, fins que el gener de 2022 es va fer oficial que havia estat superada per Mediterranean Shipping Company.
Aplega aproximadament 31.600 treballadors, dels quals 7.000 són tripulants i 24.600 efectius de tramitació. Maersk Line opera més de 786 vaixells i té una capacitat de 4,1 milions de TEU. L'empresa es va fundar el 1928.
El 2012 va transportar 35 milions de contenidors, un 6% més que en 2011 i va aconseguir un guany econòmic de 461 milions de dòlars. El 2019 va transportar 12 milions de contenidors, una cinquena part de tots els contenidors del mon.